# David Marr
David Courtnay Marr (Woodford, 1945. január 19. – Cambridge, 1980. november 17.) brit pszichológus, a komputációs idegtudomány atyja.
Tanulmányait a neves angol bentlakásos iskolában, a Rugbyban kezdte, majd a cambridge-i Trinity College-ban folytatta, ahol matematikából mesterfokozatot szerzett. Ezt követően PhD hallgatóként az idegtudomány szakirodalmát tanulmányozta, majd megírta doktori disszertációját az emlősök agyműködése témában. 1971-ben érdeklődése a látás felé fordult, 1973-tól a Massachusetts Institute of Technology (MIT) mesterséges intelligencia laboratóriumában dolgozott, 1980-ban pszichológia professzorrá nevezték ki. 1978 telén leukémiát diagnosztizáltak a szervezetében, két évvel később, 1980. november 17-én hunyt el a massachusettsi Cambridge-ben.
Az emberi és a számítógépes látásról szóló nagyszabású műve 1982-ben jelent meg Vision: A Computational Investigation into the Human Representation and Processing of Visual Information címmel.

## A kognitív folyamatok leírási szintjei
A kognitív (megismerő) folyamatok három különböző szinten írhatók le. A komputációs szint a legáltalánosabb, és egyben a legmagasabb szintű leírás, míg a hardver szint a legkonkrétabb, legalacsonyabb szintet jelenti. A leírási szintek alkalmazható természetesen a látásra is.

### Komputációs szint
A megismerés céljához kapcsolódik. Vizuális észlelés esetében az a cél, hogy a fénymintázat-bemenetet olyan kimenetté alakítsuk, mely információt szolgáltat a külvilág tárgyairól.

### Algoritmikus szint
A megismerésben lényeges folyamatok részleteivel foglalkozik: mi a bemenet reprezentációja, és mi az átalakítás algoritmusa.

### Hardver szint
A hardver szint az agy, mely korlátokat szab annak, hogy milyen reprezentációkat és algoritmusokat lehet alkalmazni.

## A látás komputációs elmélete
Marr szerint a látásban szerepet játszó folyamatok reprezentációk sorozatát hozzák létre. Három fajta reprezentációt különböztetett meg: az első vázlatot, a 2,5 D vázlatot és a 3 D modellt.

### Az első vázlat
Az első vázlat a vizuális bemenetet a megfigyelő szempontjából írja le. Két változata van: a nyers első vázlat és a teljes első vázlat. A nyers első vázlat a vizuális kép fényintenzitás-változásairól ad információt, míg a  teljes első vázlat úgy jön létre, hogy ezt az információt felhasználjuk a tárgyak számának és alakjának azonosításában.

### 2,5 D vázlat
Az első vázlatból a 2,5 D vázlatba való átmenet során olyan információt is figyelembe veszünk, mint az árnyék, a mozgás, a textúra, az alak vagy a binokuláris diszparitás. Emiatt a kép már nem 2 dimenziós, de még nem is teljesen 3 dimenziós – innen ered az átmeneti, 2,5 D vázlat elnevezés. Annak érdekében, hogy a két szemből származó információ megfelelően illeszkedjen, Marr és Poggio az alábbi három szabályt fogalmazta meg:
1. binokuláris kombinációs szabály: csak akkor lehet összevetni az első vázlat elemeit, ha azok kompatibilisek, például egyforma a színük.
2. binokuláris kombinációs szabály: minden elem csak egyetlen másik elemhez illeszkedhet.
3. binokuláris kombinációs szabály: az egymáshoz közeli pontok feltehetően ugyanakkora távolságra vannak a megfigyelőtől, és a diszparitás információ figyelembe veszi a távolságot.

### 3 D modell
A 3 D modell a tárgyak nézőfüggetlen, háromdimenziós leírását adja.
Marr és Nishihara három kritériumot írt le a modell reprezentációjához:
1. Hozzáférhetőség – azt jelenti, hogy milyen könnyen lehet létrehozni a reprezentációt.
2. Hatókör és egyediség – a hatókör arra utal, hogy a reprezentációt mennyire lehet alkalmazni egy adott kategóriába tartozó tárgyakra; egyediségen pedig azt értjük, hogy egy tárgy minden egyes nézete ugyanazt a reprezentációt hozza létre.
3. Stabilitás és érzékenység – a reprezentáció magában foglalja a tárgyak közötti hasonlóságot és különbséget is.

Marr és Nishihara szerint a tárgyak leírására szolgáló primitív egységek hengerek, melyek hierarchikusan szerveződnek: a magasabb szintű egységek a tárgy alakjáról, az alacsonyabb szintű egységek pedig a tárgy részleteiről nyújtanak információt.